# Guerra delle sabbie
La guerra delle sabbie (in francese guerre des sables, in arabo حرب الرمال‎?, ḥarb al-rimāl) fu combattuta nel settembre-ottobre 1963 tra il Marocco e l'Algeria. Il conflitto scoppiò a causa di un contenzioso territoriale sorto tra i due stati, in particolare per le zone di frontiera di Béchar e Tindouf.
Dopo settimane di scaramucce di frontiera, il 25 settembre le forze marocchine lanciarono una grande offensiva oltre il confine con l'Algeria, mettendo in seria difficoltà le scarsamente equipaggiate e addestrate truppe algerine; l'attacco marocchino causò però una forte riprovazione internazionale, ed Egitto e Cuba si affrettarono a inviare armi e truppe in appoggio degli algerini. Dopo il fallimento di un attacco in direzione di Tindouf, i marocchini si affrettarono a siglare una tregua il 30 ottobre dopo pressioni in tal senso da parte dell'Organizzazione dell'unità africana.
Il contenzioso sui confini tra Marocco e Algeria fu poi risolto negli anni seguenti per via negoziale.

## Antefatti
Tre fattori contribuirono allo scoppio della guerra: l'assenza di una precisa definizione del confine tra Marocco e Algeria, la scoperta della presenza di importanti risorse naturali nella zona contesa dalle due nazioni e un sentimento di irredentismo diffuso nella società marocchina, incarnato dall'ideale del "Grande Marocco" portato avanti dal Partito dell'Indipendenza di Allal al-Fasi.
Prima dell'avvio della colonizzazione francese della regione nel corso del XIX secolo, la parte meridionale e occidentale dell'odierna Algeria si trovava sotto l'influenza del Regno del Marocco e nessun chiaro confine divideva le due nazioni. Un trattato siglato il 18 marzo 1845 a Maghnia, volto a delimitare il confine tra il Marocco e la neonata colonia dell'Algeria francese, sancì che «un territorio privo di acqua è inabitabile e pertanto la definizione dei suoi confini è superflua»; per tale ragione, il confine tra Algeria e Marocco fu delimitato chiaramente solo per i primi 165 km, dalla costa sul mar Mediterraneo a nord alla cittadina di Teniet-Sassi nell'interno a sud; oltre questa demarcazione, in pieno deserto del Sahara, vi era solo una zona di confine senza alcun limite certo, punteggiata di territori tribali aggregati al Marocco o all'Algeria.
Nel corso degli anni 1890, l'amministrazione coloniale e militare francese in Algeria caldeggiò l'annessione alla colonia delle oasi delle regioni di Touat, Gourara e Tidikelt nel Sahara, storicamente un'appendice del regno marocchino per diversi secoli da prima dell'arrivo dei francesi in Algeria. Le operazioni militari francesi nella zona, condotte dal 19º Corpo d'armata di Orano, portarono a scontri armati con le tribù berbere degli Aït Khabbash, parte del più ampio gruppo degli Ait Atta fedeli al Marocco, conclusisi nel 1901 con la piena annessione all'Algeria della zona di Touat-Gourara-Tidikelt.
Dopo che, nel 1912, il Marocco divenne un protettorato della Francia, l'amministrazione francese decise di dedicare maggior interesse alla delimitazione dei confini tra le due regioni; ad ogni modo, nonostante due diversi tentativi di tracciare una chiara linea di demarcazione (la "linea Varnier" nel 1912 e la "linea Trinquet" nel 1938) nessuna frontiera definitiva venne fissata: le linee tracciate variavano da una mappa all'altra, e del resto per i francesi queste erano solo divisioni amministrative interne al loro vasto impero coloniale piuttosto che confini internazionali, oltretutto in una zona virtualmente disabitata. La scoperta nelle zone di frontiera tra Algeria e Marocco di vasti giacimenti di petrolio e minerali pregiati (soprattutto ferro e manganese) spinse la Francia a definire in maniera più precisa le linee di demarcazione territoriale, e nel 1952 l'amministrazione francese decise di integrare definitivamente le regioni tra Béchar e Tindouf all'interno dell'Algeria.
Nel 1956 la Francia terminò il suo regime di protettorato sul Marocco, che riacquistò una piena indipendenza; il governo marocchino pretese immediatamente la restituzione dei territori disputati annessi all'Algeria, in particolare per quanto riguardava la zona di Tindouf, ma il governo francese si rifiutò di dare seguito alla richiesta. Nel corso della successiva guerra d'Algeria, il Marocco appoggiò il movimento indipendentista algerino del Fronte di Liberazione Nazionale (FLN) nelle sue campagne di guerriglia contro le truppe francesi; tuttavia, era interesse primario dello stesso FLN impedire alla Francia di separare dall'Algeria le regioni sahariane, ricche di materie prime necessarie allo sviluppo del futuro Stato indipendente algerino: questo obiettivo finiva inevitabilmente con il cozzare contro le storiche rivendicazioni territoriali marocchine nella zona tra Tindouf e Béchar, per non parlare del concetto stesso di "Grande Marocco".
Subito dopo la fine della guerra e la proclamazione dell'indipendenza dell'Algeria nel marzo 1962, il nuovo governo del FLN annunciò l'intenzione di adottare il principio dell'uti possidetis per quanto riguardava le frontiere della nuova nazione, sancendo quindi l'intangibilità dei preesistenti confini stabiliti nell'era coloniale. L'amministrazione del presidente Ahmed Ben Bella era alle prese con il difficile compito di riparare gli enormi danni economici causati dalla guerra d'indipendenza, ed era inoltre costretta a fronteggiare lo scoppio di una ribellione tra le tribù berbere sulle montagne della Cabilia; questi fattori, uniti a una continua escalation delle tensioni tra le due nazioni, spinsero il re Hasan II del Marocco a ordinare l'ammassamento di truppe nella zona di Tindouf.

## La guerra
Settimane di schermaglie lungo la contesa zona di frontiera eruppero infine in una guerra aperta il 25 settembre 1963, con intensi scontri armati nei pressi delle cittadine di Tindouf e Figuig; le truppe del Regio esercito marocchino varcarono il confine in forze e catturarono due posti di frontiera nei pressi di entrambe le cittadine.
L'Esercito popolare nazionale algerino, recentemente formato dalla conversione in reparti regolari dei gruppi guerriglieri indipendentisti (l'Esercito di Liberazione Nazionale), non era ancora sufficientemente addestrato per poter condurre una guerra convenzionale e si affidava ancora a tattiche di guerriglia; in aggiunta, le truppe algerine dovevano fare affidamento su armamenti obsoleti e provenienti da una vasta varietà di fonti diverse, tra cui Francia, Germania, Cecoslovacchia e Stati Uniti d'America, il che rendeva un incubo la situazione logistica. L'Esercito algerino disponeva di poche armi pesanti: nel 1962 l'Algeria aveva ordinato alla Francia un vasto quantitativo di carri armati leggeri AMX-13, ma allo scoppio delle ostilità solo 12 erano entrati in servizio; ironicamente, quattro di questi AMX-13 erano stati donati dal Marocco all'Algeria appena un anno prima. L'Unione Sovietica aveva fornito all'Algeria dieci carri armati T-34, ma configurati come mezzi per la pulizia dei campi minati e pertanto consegnati senza armamento.
L'Esercito marocchino era numericamente più piccolo della sua controparte algerina, ma era incomparabilmente meglio equipaggiato e dotato di una potenza di fuoco maggiore; le forze corazzate marocchine potevano annoverare 14 moderni carri armati medi sovietici T-54, dodici cacciacarri sovietici SU-100, 17 carri leggeri AMX-13 e una vasta flotta di autoblindo francesi Panhard EBR. Il Marocco disponeva anche di una aeronautica militare dotata di moderni aerei d'attacco, mentre
l'Algeria non disponeva di forze aeree da combattimento.
A dispetto del forte scontento interno nei confronti del governo algerino, la maggior parte della popolazione dell'Algeria supportò lo sforzo bellico del paese, percependo l'attacco marocchino come un atto di aggressione ingiustificato; anche nelle regioni dove il regime di Ben Bella era largamente impopolare, come la Cabilia, la popolazione si offrì di prendere le armi contro gli invasori marocchini. L'attacco da parte del Marocco si rivelò un grossolano errore diplomatico per il paese, e gli altri Stati dell'Africa e della Lega Araba si affrettarono a condannarlo e a disconoscere le pretese territoriali avanzate dai marocchini; l'Egitto si affrettò anche a inviare truppe e rifornimenti militari per appoggiare l'Algeria.

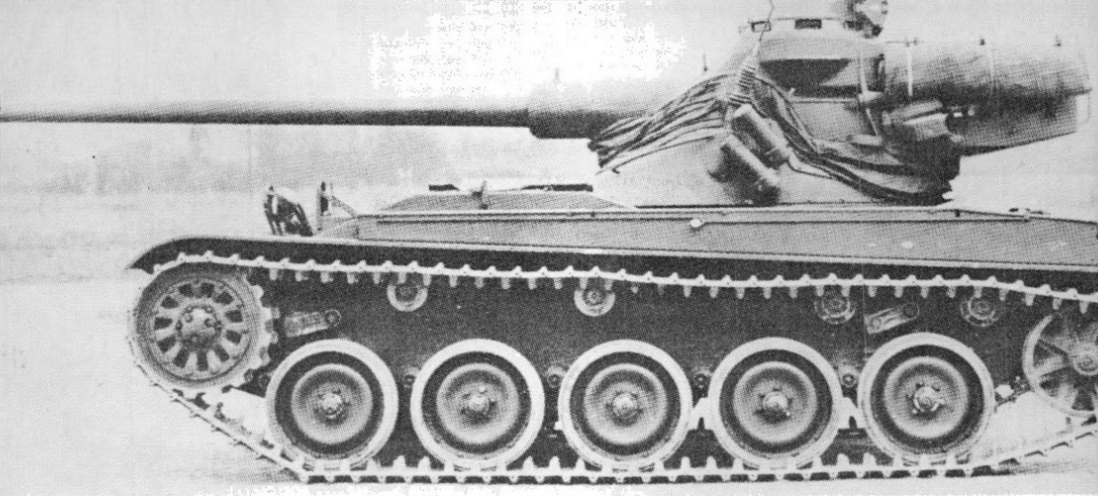
Un carro AMX-13, impiegato da entrambe le parti nel corso del conflitto

Il 13 ottobre 1963 le truppe marocchine lanciarono una vasta offensiva in direzione di Tindouf; l'attacco cozzò contro l'ostinata resistenza da parte della guarnigione algerina ed egiziana, ed entrò ben presto in una fase di stallo. Il 22 ottobre seguente un centinaio di truppe cubane sbarcarono a Orano, accompagnate da una compagnia di carri armati T-34 e una batteria di cannoni da 122 mm; il comandante delle forze cubane era Efigenio Ameijeiras, uno stretto collaboratore di Fidel Castro e un veterano della Rivoluzione cubana. Benché inizialmente descritto come un'unità di consiglieri militari inviata ad addestrare gli algerini, Castro autorizzò il contingente cubano a impegnarsi in azioni di combattimento diretto per preservare l'integrità del territorio dell'Algeria; benché Castro avesse dato disposizione che l'intervento di Cuba nel conflitto fosse mantenuto segreto e che i soldati indossassero uniformi algerine, il contingente fu individuato dal personale militare e diplomatico francese presente a Orano e ben presto la notizia del coinvolgimento cubano nella guerra raggiunse la stampa occidentale.
Cubani e algerini pianificarono una grossa controffensiva, designata come "operazione Dignidad", per respingere i marocchini dai territori conquistati e spingersi poi all'interno dello stesso Marocco per andare a catturare la città di Berguent; l'attacco fu tuttavia cancellato il 29 ottobre quando giunsero notizie di una imminente cessazione delle ostilità. Anche i marocchini nel frattempo stavano progettando un secondo grande attacco contro Tindouf, e avevano occupato alcune posizioni a solo quattro chilometri dalla città; ad ogni modo, il re Hasan II si dimostrò riluttante a ordinare l'attacco: vista la reazione diplomatica contro il Marocco che l'invasione aveva scatenato, il monarca temette che una nuova offensiva avrebbe di converso portato a un aumento del supporto militare fornito all'Algeria dai suoi alleati. Il 30 ottobre, quindi, marocchini e algerini siglarono un accordo di cessate il fuoco, portando a una cessazione formale delle ostilità.
L'Organizzazione dell'unità africana (OUA) si fece promotrice di immediati negoziati di pace tra le due nazioni, conclusisi con la stipula di un trattato il 20 febbraio 1964 tra Hasan II e Ben Bella. I termini del trattato imposero la completa restaurazione dello status quo ante bellum e la riaffermazione dei precedenti confini in favore dell'Algeria; una zona demilitarizzata fu nel frattempo stabilita tra le due nazioni, venendo monitorata dalla prima forza multinazionale di peacekeeping
organizzata sotto l'egida della OUA.

## Conseguenze
Fonti francesi stimarono le perdite algerine nel conflitto in 60 morti e 250 feriti, anche se studi successivi indicarono un totale di 300 caduti algerini. Il Marocco indicò ufficialmente un totale di 39 caduti nel corso della guerra; le perdite marocchine furono probabilmente più basse di quelle algerine anche se rimangono difficili da confermare: alcune fonti indicano un totale di 200 caduti nel corso del conflitto. Circa 57 marocchini e 379 algerini furono presi come prigionieri di guerra durante le operazioni.
La "guerra delle sabbie" gettò le fondamenta di una durevole e spesso intensa ostilità tra Marocco e Algeria, esacerbata dalle differenze politiche tra la conservatrice monarchia di Rabat e il governo militare rivoluzionario di Algeri vicino alle posizioni del nazionalismo arabo. Ad ogni modo, nel gennaio 1969 il presidente algerino Houari Boumédiène compì una storica visita di stato in Marocco e siglò un trattato di amicizia con il governo del re Hasan; l'anno seguente i due capi di stato riunirono una commissione unitaria per la demarcazione della frontiera tra le due nazioni ed esaminare la prospettiva di uno sfruttamento congiunto delle risorse minerarie presenti nei territori contesi. Il Marocco infine abbandonò ufficialmente ogni rivendicazione su territori dell'Algeria nel 1972.
Tanto il governo del Marocco quanto quello dell'Algeria sfruttarono il breve conflitto per tacitare di "anti-patriottismo" i propri movimenti di opposizione interna. Il partito d'opposizione dell'Unione nazionale delle forze popolari (UNFP) marocchino e i berbero-algerini del Fronte delle Forze Socialiste (FFS) soffrirono entrambi delle conseguenze di questo atteggiamento: il leader dell'UNFP Mehdi Ben Barka, accusato di essersi schierato dalla parte dell'Algeria, fu condannato a morte in contumacia, mentre le unità guerrigliere del FFS attive nella Cabilia si sciolsero passando nei ranghi nell'esercito nazionale per poter combattere i marocchini. La rivalità tra Marocco e Algeria spinse gli algerini a intervenire nel conflitto in corso nel Sahara Occidentale, appoggiando il movimento indipendentista del Fronte Polisario nella sua guerriglia contro gli occupanti marocchini.